# Scopula subcarnea
Scopula subcarnea là một loài bướm đêm trong họ Geometridae.